# Skins (film, 2017)
Pour plus de détails, voir Fiche technique et Distribution.
Skins (Pieles) est un film espagnol réalisé par Eduardo Casanova, sorti en 2017.

## Synopsis
Dans un monde étrange, les personnes sont affligées de multiples difformités et cherchent quelqu'un qui les accepte tels qu'ils sont.

## Fiche technique
- Titre : Skins
- Titre original : Pieles
- Réalisation : Eduardo Casanova
- Scénario : Eduardo Casanova
- Musique : Ángel Ramos
- Photographie : José Antonio Muñoz Molina
- Montage : Juanfer Andrés
- Production : Álex de la Iglesia
- Société de production : Nadie es Perfecto et Pokeepsie Films
- Pays :  Espagne
- Genre : Comédie dramatique et fantastique
- Durée : 77 minutes
- Dates de sortie : 
  -  Espagne : 9 juin 2017

## Distribution
- Ana María Polvorosa : Samantha
- Carmen Machi : Claudia
- Macarena Gómez : Laura
- Candela Peña : Ana
- Jon Kortajarena : Guille
- Secun de la Rosa : Ernesto
- Joaquín Climent : Alexis
- Antonio Durán 'Morris' : Simon
- Itziar Castro : Itziar
- Ana María Ayala : Vanesa
- Eloi Costa : Cristian
- Enrique Martínez : Oliver
- Carolina Bang : Psiquiatra
- María Jesús Hoyos : la mère d'Ernesto
- Lle Godoy : Mikel

## Distinctions
Le film a été présenté à la Berlinale 2017 dans la section Panorama.
Il a été nommé à 3 prix Goya : Meilleur acteur pour Eloi Costa, Meilleure actrice pour Itziar Castro et Meilleurs maquillages et coiffures.